# Sahraen
Sahraen is een bestuurslaag in het regentschap Kupang van de provincie Oost-Nusa Tenggara, Indonesië. Sahraen telt 1843 inwoners (volkstelling 2010).